# ドーズ法

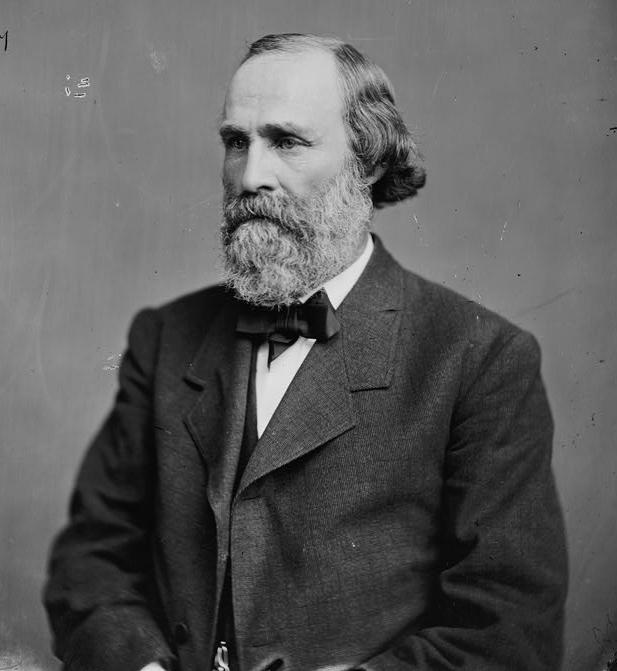
ヘンリー・ドーズ

ドーズ法（ドーズほう、Dawes Act）は、1887年2月8日に成立した、対インディアン政策の法律の一つ、「インディアン一般土地割当法（General Allotment Act）」の略称。
この通称は提案者であるヘンリー・ドーズ上院議員（Henry L. Dawes、マサチューセッツ州選出）に由来する。ドーズ法は1891年に改正され、1906年に再びバーク法によって改訂された。BIA（インディアン管理局）副局長だったケビン・ガバー（彼はポーニー族である）は2000年に、こういったインディアンの土地や主権を無効化する一連の合衆国施政について、「民族浄化である」と述べている。

## 概要
この法律は、従来、アメリカの内務省とインディアン部族の共同所有制のもとにある「保留地（Reservation）」を、部族単位の領土ではなく、各インディアン部族員個人に対して個人割り当て地として分割して「与える」ことを目的とする、アメリカ合衆国の法律である。
この法律の対象にならなかったチェロキーなどの部族についてはドーズ委員会が設立され、保留地の分割・個人割り当ての計画へ合意するようにと武力を背景にした説得がなされた。 文明化五部族の成員を登録したのはこの委員会であり、多くのインディアンの個人名がこの名簿には記載されている。
この割り当てられた個人所有地は完全な所有権が与えられたわけではなく、25年の連邦政府、内務省BIAの信託のもとに保留（Reserve）され、その賃貸・売却などの処分は自由にはできなかった。
1908年には、カーティス法によって、インディアン部族の土地領有権は否定された。

## 背景
アメリカ合衆国の成立以前から、北米大陸に先住するインディアン部族との土地の領有権を巡る争いは、入植政府の懸案であった。合衆国政府は1778年に初めてデラウェア州で、この地のデラウェア族と、領土と主権に関する条約を結んだ。
これは、「インディアン部族の領土」としてアメリカ合衆国大統領署名のもと、アメリカ内務省が信託保留（Reserve）した土地を認め、「主権国家の領土＝保留地」（Reservation）とするものだった。以後、これを皮切りに、全米のインディアン部族と保留地を中心とした連邦条約が締結・解消を繰り返しながら結ばれ、これは1868年のネ・ペルセ族との条約締結まで続いた。
一方、入植白人の人口は1830年代から1885年の間に、合衆国西部において拡大急増した。この3000万人からおよそ6000万人近くへと増えた入植白人は、土地取引市場に対して、それまで以上の土地への途轍もない要求となった。さらに南北戦争後の400万人の黒人奴隷の解放がこれに拍車をかけた。
しかし耕作可能な土地のうち、いまだ定住者のいない広い領域はインディアン保留地や、まばらにしか殖民されていない保留地内の連邦政府所有地だけであった。また、インディアン保留地を通る入植者の幌馬車隊やカウボーイは、保留地のインディアンから通行税（たいていは牧牛）を取られた。鉄道の敷設は、これを拒むインディアン戦士の襲撃で度々中断した。入植者の不満は積り、年次倍増していたのである。これら各方面は、鉄道業界の資金提供によって、政府に保留地の信託保留（Reserve） の解消を求めて絶えず圧力をかけた。さらに西部から西海岸部に「金」が発見されたことで、事実上インディアンの主権は完全に無視され、その土地は蹂躙略奪されていった。
こうした動きの中、各部族と結ばれたインディアン条約は合衆国によって次々に破棄され、保留地を縮小する方向で結び直された。1871年には議会は「もはや合衆国はインディアン部族を独立国家と認めない、したがって今後は条約は結ばない」と決議したのである。
インディアン保留地の解消を要求する勢力を支持し連帯した東部の知識層は、「インディアン権利協会」、「インディアン保護委員会」、「インディアンの友」等の人道主義団体を結成した。また、そのなかにはインディアンもいた。幾人かのよく知られたインディアン言論人、なかでもサラ・ウィネマッカ（Sarah Winnemucca）や、ジトカラ・サ（Zitkala-Sa）といった、白人の英才教育を受けた「エリート」インディアン女性たちだった。彼女らは、保留地制度は間違っており、その中に閉じ込められたインディアンは決して自給自足できないと考えていた。
ことにジトカラ・サの出身部族であるスー族は農耕文化を全く持たない完全狩猟民であり、狩猟を禁止され、突然保留地で農業を強制された彼らは社会が完全に崩壊してしまい、飢餓のどん底に落ち込んでいた。彼女らはこういった窮状を東部の白人社会で訴えたのであるが、これに応じて出されたのは、「インディアン個人個人に土地を持たせて年金（小麦粉などの食料）をしっかり与えれば、いずれは農民となり、自給自足できるようになるだろう」との見当はずれな「人道的世論」だった。また、インディアンへのそれまでの「罪深い」歴史への反省としての東部白人知識層の盛り上がりは、「キリスト教によるインディアンの救済」というこれまた見当違いな方向へ向かい、「インディアン寄宿学校」へのインディアン児童の強制入学と白人への同化、というさらなる民族浄化を生んだ。ヘンリー・ドーズ上院議員も、こういった白人知識層である「インディアン市民権協会」の会員であった。
一方、この法案に対する反対者は精肉業界であり、インディアンから土地を賃りて（数十年単位の契約で、年間賃貸料が数ドルという理不尽なものが多かった）いた大牧場経営者たちの提携であった。また、それに加えて文明化五部族（Five Civilized Tribes）であった。かれらは、潤沢な資金と大きなワシントンへの影響力を有していた。合衆国下院は、殖民支持の勢力を満足させ、かつインディアンの利害を擁護しようと何年もつとめた挙句、最終的にドーズ法を起草して可決することとなった。

## インディアン側の反応
この法案は、「小土地所有農民としての自立・同化がインディアンにとって最善である」という信念をもった、「インディアンの白人同化」を前提とした「人道的」な勢力と、インディアンの土地への欲望に駆られた産業界、移住者との意向が一致して成立したものであったが、当事者であるインディアンは大部分が反対した。文明化五部族などインディアン・テリトリーの十九の部族が法の対象から外れているのは、かれらが一致して非難を決議し、抗議文を大統領に送ったことによる。しかしそうした実力を蓄えていた部族をのぞいた大半のインディアンに対しては、その反対にもかかわらず強行されたのであった。
もともとスー族やシャイアン族、コマンチ族といった大平原と以西の狩猟民族たちにとって、土地は「狩猟の領域」であり、誰のものでもなかったのである。インディアンはそもそも大地を母と考え、今でもティーピーの柱を建てる際にも大精霊に許しを乞うような民族である。個人が土地を割り当てられて農場を強制されたからといって、自給自足が成立するなどという考えは、そもそもが農耕民族である白人たちの机上の空論に過ぎず、ただ社会を堕落させるのみだった。同様の問題は、豪州のアボリジニなどに見られ、未だにこれは解決されていない。
結局、ドーズ法の導入はインディアンの主権の放棄を促す民族浄化の手段でしかなかった。サラ・ウィネマッカなどは「白人側についたインディアンの裏切り者」としてインディアンたち、また母族のパイユート族から罵りを受けねばならなかった。

## 条文の概要

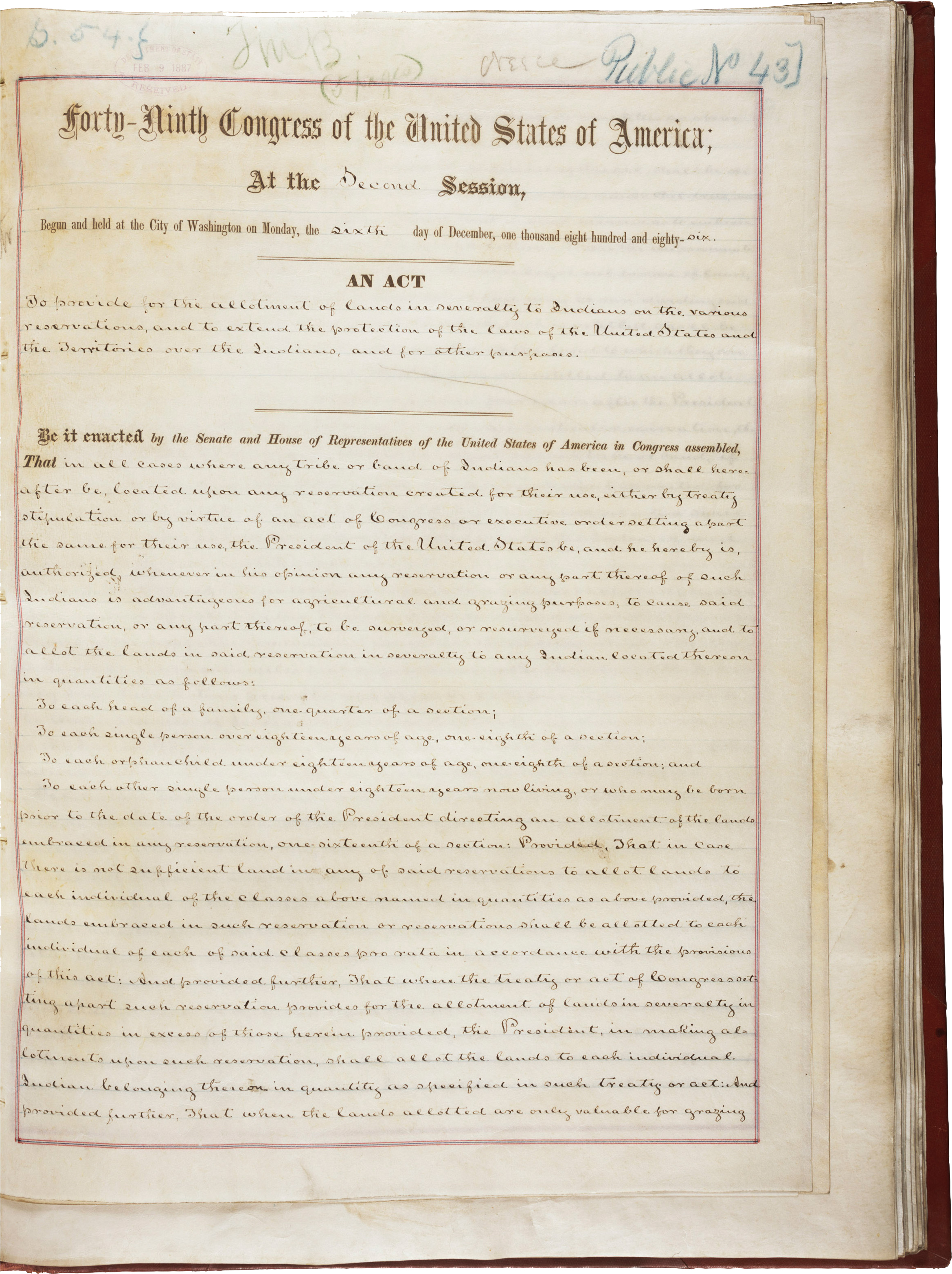
ドーズ法

さしあたり関連のある部分についての要約を示す。
- 第一条では大統領にインディアンの部族の土地に対して調査を行い、そのうちの耕作可能な土地をインディアン個人の割り当て地へと分割する権限を与えた。条文によればすべての世帯主は160エーカー(647,000 m2)、すべての十八歳以上の単身者と孤児は80エーカー(324,000 m2)、すべての未成年者は40エーカー(162,000 m2)を受け取ることとされていた。
- 第二条ではすべてのインディアンは自らのための割り当て地を選択するものとされ、未成年のためのものは家族が選択するよう定めている。孤児のためにはインディアンの代理人が選択した。割り当て地の選択には四年の猶予が与えられた。
- 第三条ではインディアンの代理人が各々の割り当てを確認し、二通の複写をインディアン管理局（BIA）に提出することが求められている。一通はインディアン局に保存され、もう一通は内務省に彼の訴えとして送付された後、総合土地事務所（General Land Office）に送られた。
- 第四条では保留地に居住していないか、保留地を持たないインディアンにも同じだけの割り当て地を提供することとしている。
- 第五条では内務省は割り当て地を二十五年間「信託」されて保管するものと定めている。その間、譲渡・売買契約は一切できなかった。その時点で、権利は割り当て地の所有者や相続人に帰属するものとなる。また内務省は、既存の条約のもとで、割り当てにならなかった土地について、「合衆国と上記のインディアン部族とを公正かつ対等に考慮すべきという範囲内でかつその条件で」、土地購入のための交渉をすることを許された。余剰地の売却・貸与対象は実際に入植するものに限られ、160エーカー以内とされた。
- 第六条では公有地譲渡手続きの完了の時点で、割り当て地の所有者は合衆国市民となり「市民としてのすべての権利と栄典と免責を付与される」とした。
- 第七条では灌漑地の水利権に触れている。
- 第八条で文明化五部族などの「インディアン準州（現オクラホマ州）」の部族や、イロコイ連邦など、他のいくつかの部族をこの法の適用から除外している。
- 第九条ではこの法を運用するための基金の支出を認めている。
- 第十条では土地割り当てのための議会の土地収用権を確認している。
- 第十一条は南ユテ族のための但し書きからなっている。

## インディアン社会への影響

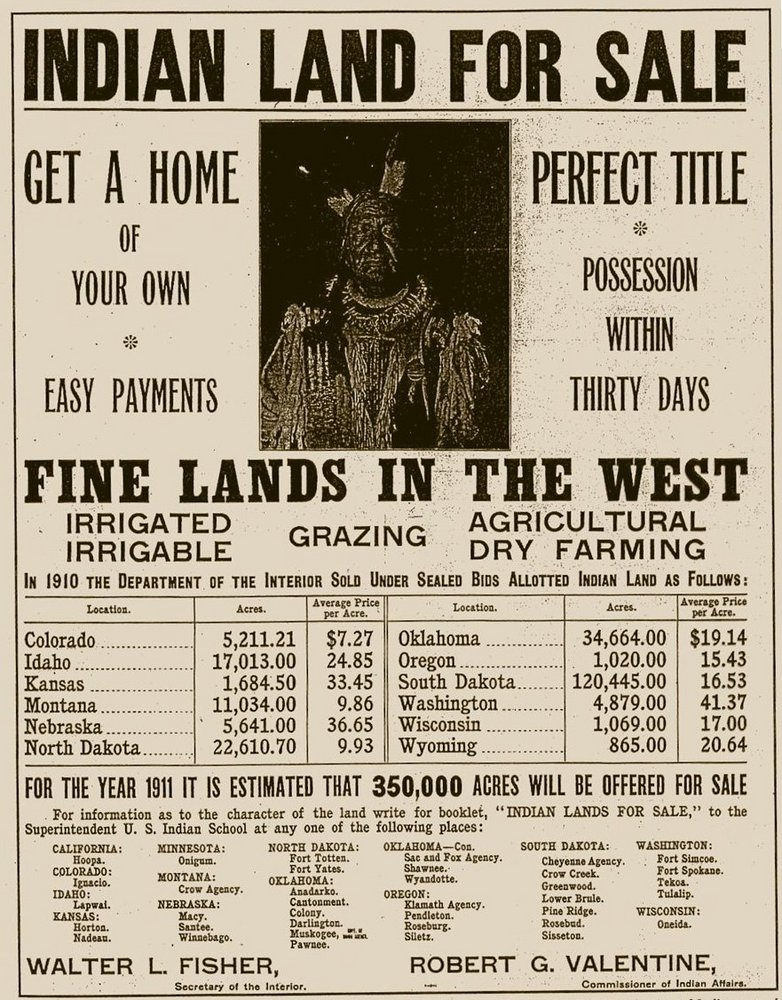
売りに出された「インディアンの土地」（広告、1911年）

ドーズ法の実質的な効果はおよそ6千万エーカー(240,000 km2) の条約に規定された土地（その大半）が白人入植者に開放されたということであった。しかし、この計画はインディアンにとって壊滅的なものであることが明らかとなった。「人道的」な東部知識層白人グループが想定したそうな、自給自足を達成したものは殆どいなかった。

### 主権の剥奪
この法によってインディアン保留地は個人所有のバラバラな土地へと分解された。こうして立法者たちはプロテスタント派キリスト教的な立ち位置から、インディアンの共同体を堕落させることで同化政策を進め、核家族化させ、小さな世帯に厳格に経済的に依存することの価値を教え込もうと望んだのである。
ヘンリー・ドーズらは、共同体的生活を「貧窮者」とみなした。インディアンの「富」に対する考えは、西欧の「富」に対する考えと対立し、一致しないものである。インディアンにとっては現在においても「いかに気前が良いか」が美徳であり、敬意を受ける行為であるが、対して白人の富に対する価値観は、個人が「いかに富を貯め込むか」に尽きるのであり（「アメリカン・ドリーム）、こうした考えを彼らは異民族に押しつけようとしたのである。
インディアン社会の社会基盤であった親族的結びつきはこうして分断され、保留地は碁盤目状になった。合衆国政府が余剰地を白人入植者に開放したことによって、碁盤目状の状態が生まれたのである。（Stremlau 276）ほとんどのインディアンの伝統的な社会構成とは反対に、すべての「家長」は男性とされ、男のみが160エーカーの土地割り当てを受けた。十八歳以上の個人と孤児の割り当ては、80エーカーだった。
この土地割り当て政策はインディアン社会を破壊し、インディアンをただの「自由身分の色つき（Free Persons of Color）とし、ジム・クロウ法によって差別される、アメリカ人貧困層民の状態に放置したのであった。

### 女性の権利の剥奪
この1887年のドーズ一般土地割り当て法はインディアンにもっとも基本的な影響を与えたもののひとつだったが、そのうちで顕著なものとしてインディアンの性別役割への影響があった。この法律はインディアンを、かれらの親族的結びつきからかけ離れた小さな区域に閉じ込めた。伝統的には、ほとんどのインディアン社会は、男性は猟師兼戦士だった一方で、女性は農民だった。土地割り当て政策はこの土地の基盤を減少させ、生存の手段としての狩猟を終結させた。ヴィクトリア朝的な理想の押しつけによって、男性は畑へと女性の役割を強制され、女性は家庭に押し込められた。
こうして、この法律は多くの母系インディアン社会に父系核家族を強制した。インディアンの性別役割と両性の関係は、根本的に破壊され
た。女性はもはや土地の管理者ではなく、公的な政治的局面で評価されなくなった。家庭にあっても、インディアンの女性は夫に依存するようになった。土地割り当て法以前には、女性は簡単に離婚でき、通例、親族的結びつきの中心だったことによる重要な政治的、社会的地位を有していた。（Olund 157）この法によって、女性は土地への権利を奪われたのであり、割り当て地の配分はこの点を証明している。160エーカーすべてを受け取るためには、女性は結婚していなければならず、しかもその場合でさえ、その土地への権利は夫が受け取ったのである。

### 土地の剥奪

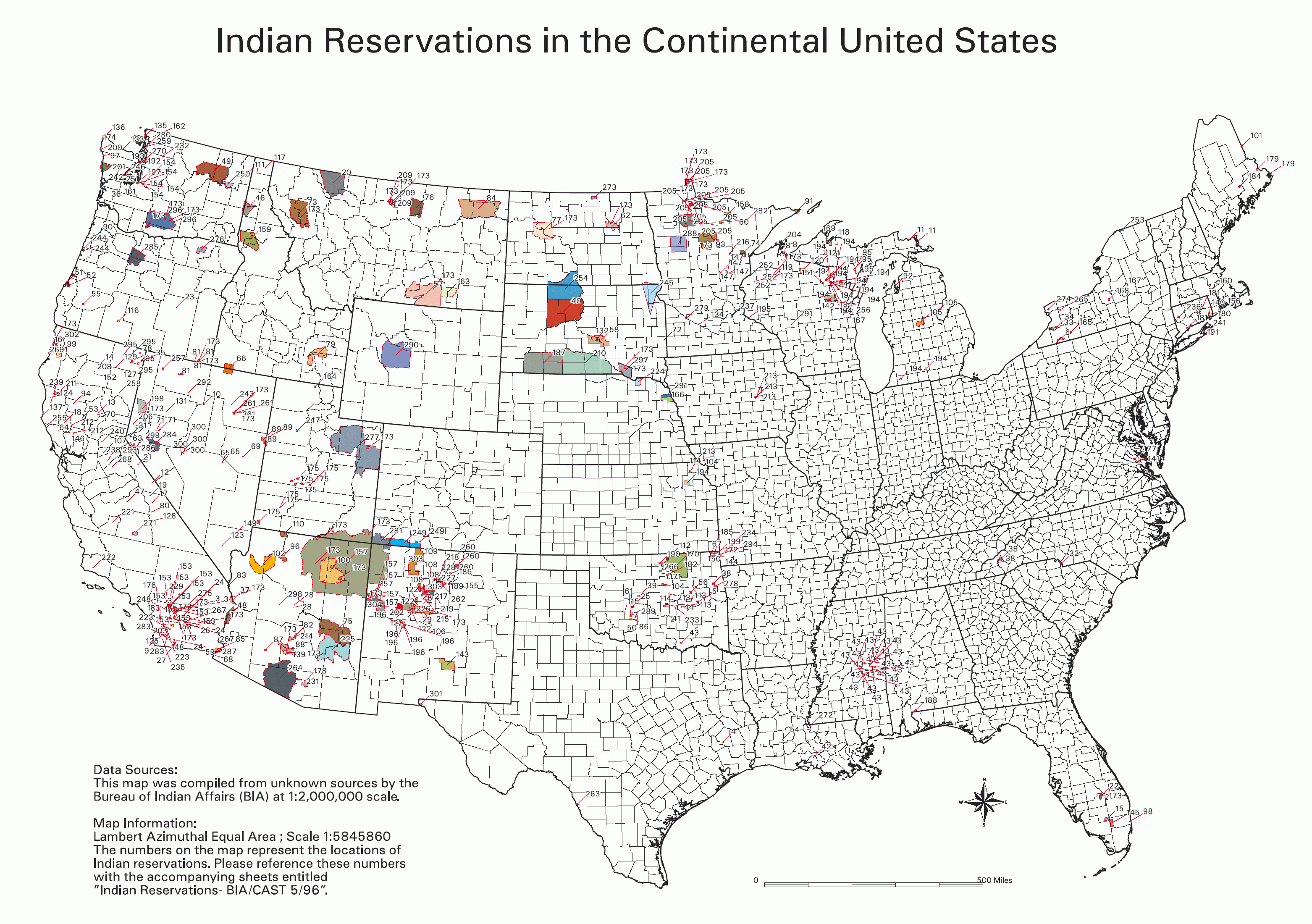
分断、分割、縮小された、現在のインディアンたちの領土（reservations）

インディアン全員が各々が規定量の割り当て地を受け取ったあとに残った土地は、それが本来インディアンのものであったにもかかわらず、「余剰地」として政府のものになった。部族の所有していた保留地の土地のうち、およそ46%から91%が余剰地とされ、割り当て地となったのはその残りに過ぎなかった。
また、割り当てられた土地も、またたくまに白人の土地投機業者や巨大不動産業者の手に落ちていった。しかも、こうした事態は、ドーズ法以前に存在していた個別の部族を対象にした土地割り当て法によって、明白となっていた。
個人割り当て地の譲渡・賃貸禁止もその後の改正によって徐々に緩められ、1900年以降の修正で事実上解禁された。インディアンは強制的に小土地所有農民となることを強制されたが、狩猟を業としていたかれらに、農民としてのノウハウを与えるといった支援はほとんど行われなかった。人道主義者たちは、かれらに土地を与えただけで満足し、農民としての能力を与えることには関心を持たなかった。すさまじい速度でインディアンの土地の大半が白人の手に渡っていき、インディアンは地代に寄生して生活することを強いられるようになった。インディアン保留地は半世紀のうちに三分の一にまで減少し、一億エーカーが奪われた。
多くの部族は、わけもわからないままに、4000m2あたり50セントで白人に土地を売り渡す契約を結ばされた。契約書作成の際には、白人から気前よくウィスキーがふるまわれた。こうして多くのインディアンが酔わされ、たやすく契約書に署名させられたのである。

## 1934年の「インディアン再編成法」制定と「ドーズ法の終結」
議会の委任による1928年のミリアム報告は、政府職員による詐欺と汚職を記述している。何よりもこの法律は、違法にインディアンからその土地への権利を奪うのに使用された。かなりの議論を経た後で、「インディアン・ニューデール政策」と呼ばれる動きの中、議会は1934年のホイラー・ハワード法（インディアン再編成法）の制定によって、土地割り当てプロセスをようやく終結させたのである。